# Paea
Paea é uma comuna da Polinésia Francesa, nas Ilhas de Barlavento, arquipélago da Sociedade. Estende-se por uma área de 65 km², com 12 327 habitantes, segundo os censos de 2002, com uma densidade de 190 hab/km².